# Bloșciînți, Bila Țerkva
Bloșciînți (în ucraineană Блощинці) este un sat în comuna Ostriikî din raionul Bila Țerkva, regiunea Kiev, Ucraina.

## Demografie
Componența lingvistică a localității Bloșciînți
     Ucraineană (96,92%)
     Rusă (2,92%)
     Alte limbi (0,16%)
Conform recensământului din 2001, majoritatea populației localității Bloșciînți era vorbitoare de ucraineană (96,92%), existând în minoritate și vorbitori de rusă (2,92%).

## Legături externe
- pl Błoszczyńce, wieś nad rzeką Usiną în Dicționarul geografic al Regatului Poloniei și al altor țări slave, volum XV, p. 1 (Abablewo — Januszowo) 1900